# Radzi
Radzi (biał. Радзі; ros. Роди, Rodi; pol. hist. Rodziewszczyzna) – chutor na Białorusi, w obwodzie grodzieńskim, w rejonie ostrowieckim, w sielsowiecie Ryteń, nad Wilią.

## Historia
Pod zaborami były to dwa zaścianki – jeden włościański, drugi rządowy. W źródłach z okresu II Rzeczypospolitej miejscowość wymieniana jest już jako jeden zaścianek.
W XIX i w początkach XX w. Rodziewszczyzna położona była w Rosji, w guberni wileńskiej, w powiecie zawilejskim/święciańskim, w gminie Aleksandrowo. W 1905 roku liczył 18 mieszkańców, 39 dziesięcin.
Po I wojnie światowej pod administracją polską, w Zarządzie Cywilnym Ziem Wschodnich. W latach 1920–1922 w składzie Litwy Środkowej.
Od 11 kwietnia 1922 leżała w Polsce, w województwie wileńskim, w powiecie święciańskim, do 11 kwietnia 1929 w gminie Aleksandrowo/Żukojnie, następnie w gminie Kiemieliszki.
W 1931 w 8 domach zamieszkiwały 42 osoby.
Miejscowość należała do parafii rzymskokatolickiej w Kiemieliszkach. Podlegała pod Sąd Grodzki w Święcianach i Okręgowy w Wilnie; właściwy urząd pocztowy mieścił się w Kiemieliszkach.
Po II wojnie światowej w granicach Związku Sowieckiego. Od 1991 w niepodległej Białorusi.